# Jan Czochralski

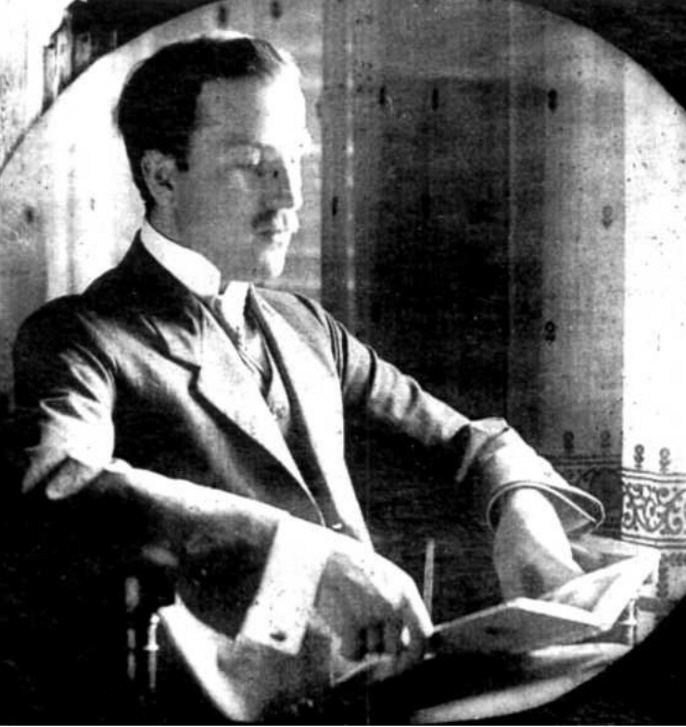
Jan Czochralski, Oktober 1910

Jan Czochralski (* 23. Oktober 1885 in Exin, Provinz Posen; † 22. April 1953 in Posen) war ein polnischer Chemiker. Er entwickelte das Czochralski-Verfahren zum Ziehen von Einkristallen aus der Schmelze.

## Leben
Czochralski wurde als achtes Kind einer Handwerkerfamilie geboren. Er absolviert eine Ausbildung am Lehrerseminar in Exin, machte aber keinen Abschluss. Danach arbeitete er in einer Drogerie in Krotoschin. Ab 1904 arbeitete er in einer Apotheke in Altglienicke bei Berlin. Neben seinem Broterwerb begann Czochralski ab 1905 an der Technischen Hochschule Charlottenburg (heute TU Berlin) Chemie zu studieren. 1906 arbeitete er in der Chemischen Fabrik Kunheim in Niederschöneweide bei Berlin.
Ab 1908 war er als Mitarbeiter von Wichard von Moellendorff im Metall-Laboratorium des Kabelwerks Oberspree der AEG tätig. 1910 legte Czochralski das Examen an der TH Charlottenburg als Diplomingenieur für Chemie ab.
1913 folgte die erste Veröffentlichung über die Kristallographie der Metalle. Im darauf folgenden Jahr wurde er Nachfolger von Wichard von Moellendorff als Leiter des Metall-Laboratoriums.
1916 entdeckte er zufällig das Einkristallziehen durch versehentliches Eintauchen einer Schreibfeder in geschmolzenes Zinn anstatt in das Tintenfass. Der Chemiker baute das Verfahren aus und nutzte es, um die Kristallisationsgeschwindigkeit verschiedener Metalle zu messen; die Kristallisationsgeschwindigkeit ergibt sich aus der höchsten Ziehgeschwindigkeit, bei der der Kristallstab noch nicht abreißt.
1917 wechselte Czochralski als Leiter des Labors zur Metallbank und Metallurgischen Gesellschaft AG in Frankfurt (Main). 1919 war er Mitbegründer der Deutschen Gesellschaft für Metallkunde. Fünf Jahre später, 1924, erschien sein Lehrbuch Moderne Metallkunde in Theorie und Praxis. In den Jahren 1925 bis 1929 hatte Czochralski das Amt des Präsidenten der Deutschen Gesellschaft für Metallkunde inne. 1929 wurde er als Professor an die Chemische Fakultät der Technischen Universität Warschau berufen.
Ab 1940 arbeitete er für die deutsche Besatzungsmacht (Herstellung von Ersatzteilen). Insgeheim organisierte er Hilfe für Bedürftige im Warschauer Ghetto und unterstützte die Polnische Heimatarmee.
1945 wurde Czochralski aus der Universität wegen Verdachts der Kollaboration mit den Deutschen ausgeschlossen. 1946 gründete er in Kcynia die Firma BION für Kosmetik und Haushaltschemikalien. Czochralski starb 1953 in Posen.
Nach eingehender Untersuchung der Dokumente kam es in Polen im Jahre 2011 zu einer Rehabilitierung von Jan Czochralski. Er wurde von den Vorwürfen der Kollaboration mit Nazideutschland endgültig entlastet.

## Veröffentlichungen
- J. Czochralski: Moderne Metallkunde in Theorie und Praxis. J. Springer, Berlin 1924.